# Marsvinsholms kyrka

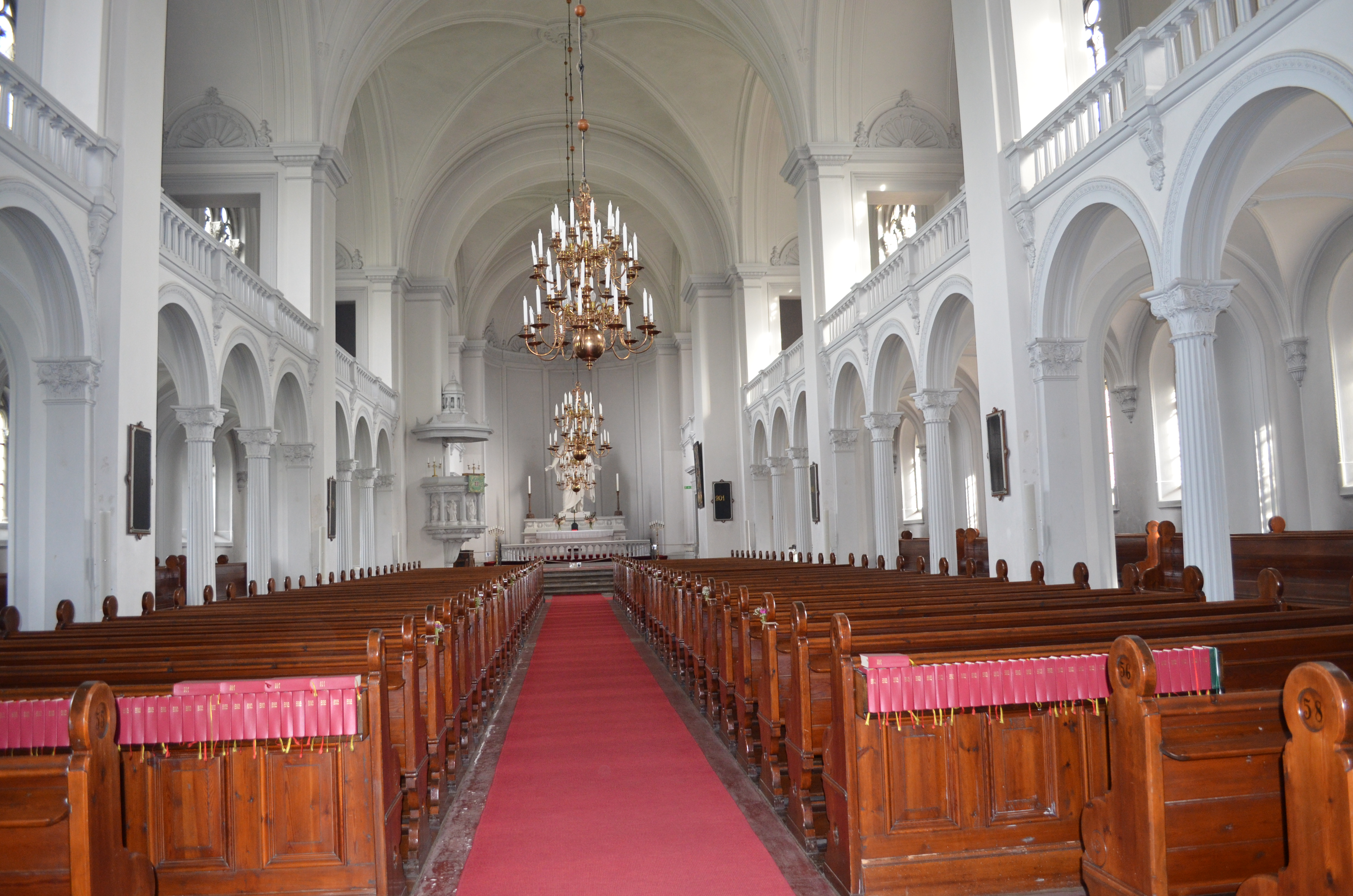
Marsvinsholms kyrkosal

Marsvinsholms kyrka är en kyrkobyggnad vid Marsvinsholms slott. Den tillhör Ljunits församling, tidigare Balkåkra församling, i Lunds stift.

## Kyrkobyggnaden
Kyrkan byggdes 1862–1867 efter Christian Zwingmanns ritningar. Den ersatte då Balkåkra, Snårestads och Skårby kyrkor. Den uppfördes på initiativ av dåvarande patronus för pastoratet för de tre församlingarna, ryttmästare Jules Stiernblad i Marsvinsholm till en kostnad av minst 125 000 riksdaler. Ett steg för att detta skulle ske stadfästes redan 2 maj 1787 mellan de tre församlingarna och dåvarande patronus. Kyrkan invigdes 17 november 1867. Den röda tegelkyrkan är byggd i italiensk 1400-talsstil. Det är den största landsortskyrkan i Skåne. Kyrkan är 17 meter bred och 50 meter lång. Den rymde omkring 1000 personer innan läktarna blev avstängda. Tornet är 60 meter högt.

## Interiör
Kyrkan är ljus med en kopia av Bertel Thorvaldsens kristusstaty i gips placerad på altarkrönet.

## Orgel
- 1869 byggde Daniel Köhne, Köpenhamn en orgel med 20 stämmor. Orgeln byggdes om 1876 av Carl Elfström, Ljungby.
- Den nuvarande orgeln byggdes 1913 av Eskil Lundén, Göteborg och är en pneumatisk orgel. Orgeln har fria och fasta kombinationer. Orgeln omdisponerades 1966 av J. Künkels Orgelverkstad AB, Lund.

| Huvudverk I         | Svällverk II      | Pedal        | Koppel |
| Principal 8´        | Rörflöjt 8´       | Subbas 16´   | I/P    |
| Flûte harmonique 8' | Vox Retusa 8'     | Violon 16'   | II/P   |
| Gedakt 8'           | Salicional 8'     | Principal 4' | II/I   |
| Viola di Gamba 8'   | Voix céleste 8'   | Mixtur III   | I 4'/I |
| Gamba 8'            | Violin 4'         |              |        |
| Oktava 4'           | Eufon 8'          |              |        |
| Flöjt 4'            | Crescendosvällare |              |        |
| Oktava 2'           |                   |              |        |
| Mixtur IV           |                   |              |        |
| Trumpet 8'          |                   |              |        |